# تحت بازداشت
تحت بازداشت (فرانسوی: Garde à Vue‎) که در ایران با نام استنطاق هم شناخته می‌شود، یک فیلم دلهره‌آور فرانسوی در سبک جنایی و نئو نوآر است که در سال ۱۹۸۱ منتشر شد. از بازیگران آن می‌توان به لینو ونتورا و رومی اشنایدر اشاره کرد. این فیلم بر پایهٔ رمان «شستشوی مغزی» اثر نویسندهٔ بریتانیایی «جان وین‌رایت» ساخته شده‌است و ۱۷مین فیلم پرتماشاگر آن سال در فرانسه بود که برندهٔ ۳ جایزه سزار برای «بهترین بازیگر نقش اول مرد»، «بهترین بازیگر نقش مکمل مرد» و «بهترین فیلمنامهٔ اقتباسی» نیز گردید. فیلمبرداری از ۲۷ ژانویه ۱۹۸۱ آغاز شد و در ۱۳ مارس ۱۹۸۱ به پایان رسید.

## بازیگران
- لینو ونتورا
- رومی اشنایدر
- میشل سِرو
- گی مرشان
- الزا لونگینی
- ژان-کلود پانشنا
- پیر ماگنو
- میشل سوچ
- ایو پینی‌یو
- متیو شیفمن
- آنی میلر
- سرژ مالیک
- پاتریک دوپرات
- دی‌دیر آگوستینی